# 尼科利斯克區 (奔薩州)

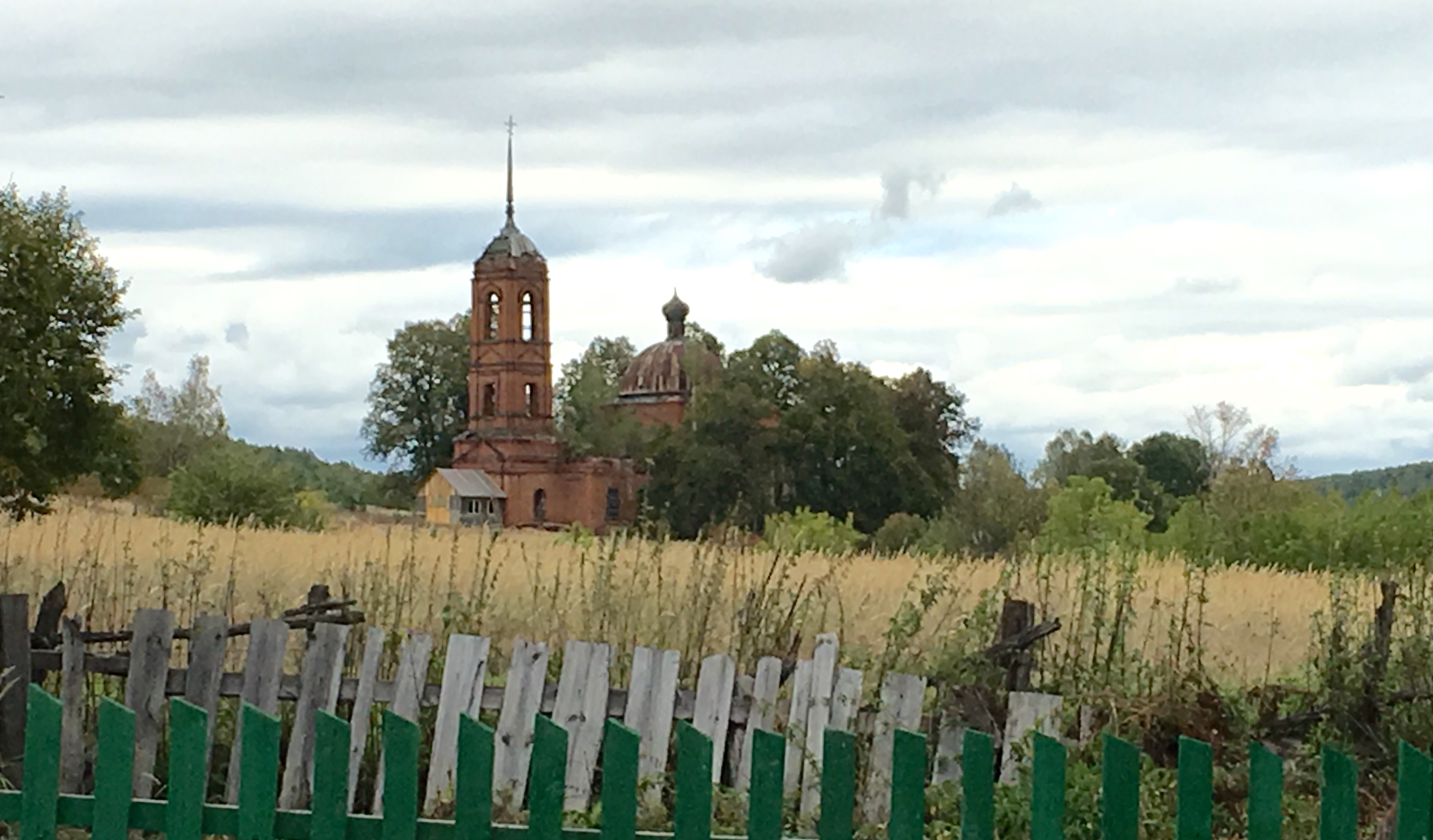

53°43′N 46°05′E / 53.717°N 46.083°E
尼科利斯克區（俄语：Никольский район），是俄羅斯的一個區，位於該國西南部，由奔薩州負責管轄，面積2,511.9平方公里，2010年該區人口34,271，人口密度每平方公里13.64人。